# Ферс, Чарлз Хардинг (историк)
Чарльз Хардинг Ферс (англ. Charles Harding Firth; 16 марта 1857 года, Шеффилд — 19 февраля 1936 года) — британский историк.

## Биография

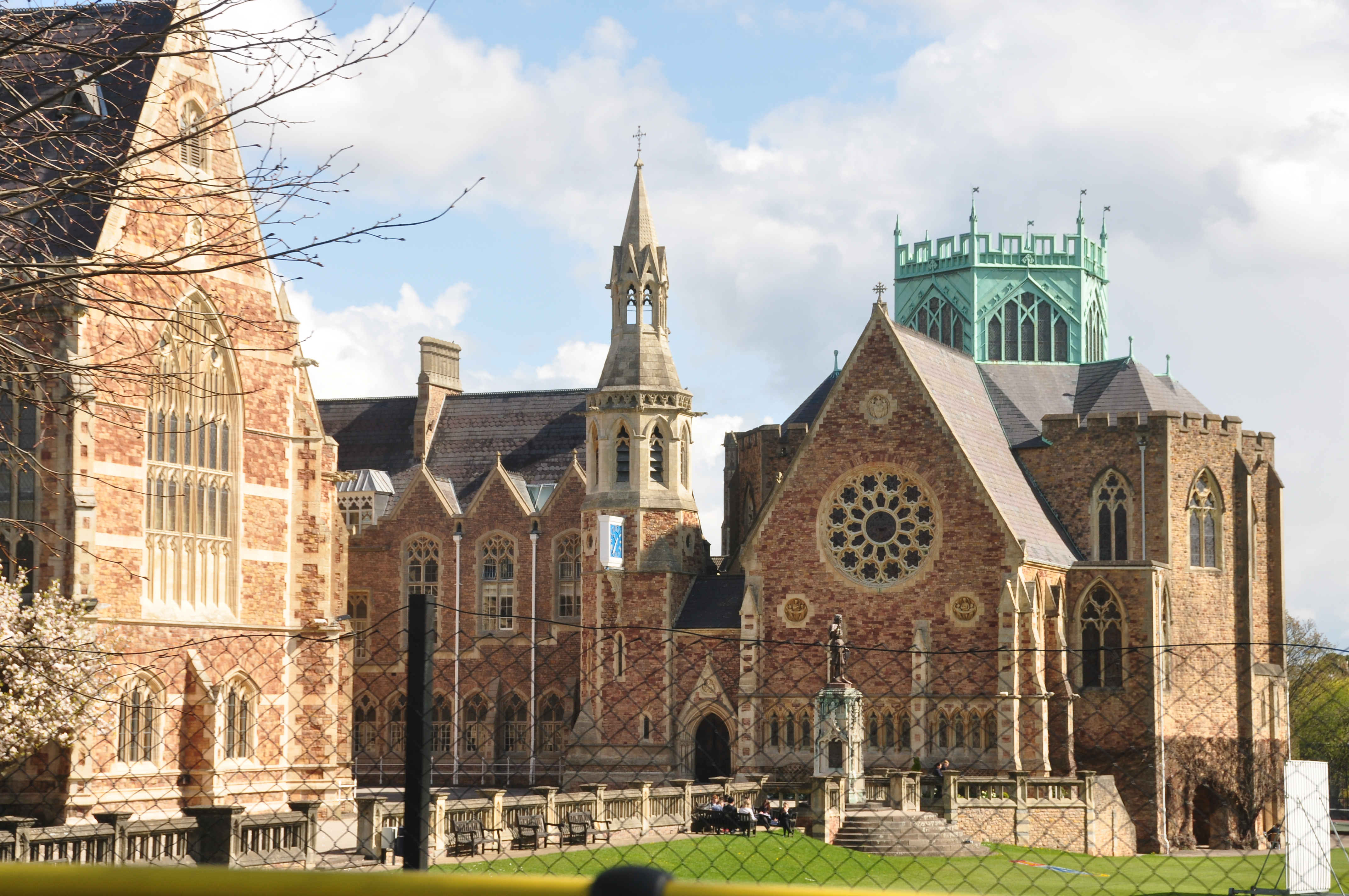
Клифтон-колледж

Родился в Шеффилде и получил образование в престижном Клифтон-колледжt и Баллиол-колледже в Оксфорде . В университете получил приз Стэнхоупа за эссе о Ричарде Уэлсли, 1-м маркизе Уэлсли в 1877 году и был членом эксклюзивного Общества Стаббса для выдающихся историков. Он стал преподавателем в Пемброк-колледже в 1887 году, и сотрудником All Souls College в 1901-м. Он был преподавателем серии «Лекции Форда в английской истории» в 1900 году, был избран FBA в 1903 году и стал Regius профессор современной истории в Оксфорде в наследовании Фредерика Йорка Пауэлла в 1904 году (Региус-профессор — это университетский профессор, который имел или изначально имел королевское покровительство или назначение). Исторические труды Ферта почти полностью ограничивались историей страны времен Английской революции и гражданской войны; и хотя его несколько затмевает С. Р. Гардинер, писавший примерно в тот же период, его книги пользовались популярностью.
Ферт был большим другом и союзником Т. Ф. Таута, который профессионально продвигал программу бакалавриата по истории в Манчестерском университете, особенно за счет введения ключевого элемента индивидуального изучения первоисточников и написания диссертации. Попытки Ферса поступить так же в Оксфорде привели его к ожесточенному конфликту с товарищами по колледжу, которые не имели собственного исследовательского опыта и не видели причин, по которым их студенты должны приобретать такие загадочные, даже ремесленные навыки, учитывая их вероятную карьеру. Они видели в Ферсе карьериста, заботящегося о своем влиянии в университете.
Ферс потерпел неудачу, но в двадцатом веке университеты пошли его путем и Таута.
В 1892 году он был избран членом Американского антикварного общества (научное общество) .
Он был президентом Королевского исторического общества с 1913 по 1917.
Его письма к Тауту находятся в коллекции последнего в библиотеке Джона Риландса Манчестерского университета.
Основные труды
- Жизнь герцога Ньюкасла (1886)
- Шотландия и Содружество (1895)
- Шотландия и протекторат (1899)
- Рассказ генерала Венейбла (1900)
- Оливер Кромвель и правление пуритан в Англии (1900)
- Армия Кромвеля: История английского солдата во время Гражданских войн, Содружества и Протектората (1902 г.) (публикация лекций Форда Ферта, прочитанных в Оксфорде, 1900—1901)
- Стандартное издание мемуаров Ладлоу (1894)

Он также редактировал документы Кларка (1891—1901) и мемуары миссис Хатчинсон о полковнике Хатчинсоне (1885) и написал введение к Стюартовским трактатам, 1603—1693 (1903), помимо статей для Национального биографического словаря . В 1909 году он опубликовал «Последние годы протектората» .